# Бражина
Бражина — опустевшая деревня в Карачевском районе Брянской области России. Входит в состав Ревенского сельского поселения.

## География
Находится в восточной части Брянской области на расстоянии приблизительно 23 км по прямой на юго-запад от районного центра города Карачев.

## История
Известна с XVIII века. До XIX века владение Пашковых и других помещиков. В 1866 году здесь (деревня Карачевского уезда Орловской губернии) было учтено 16 дворов, в 1928—109 хозяйств.

## Население
Численность населения: 167 человек (1866 год), 590 (1926), 3 человека в 2002 году (все — русские), 0 в 2010.